# ۱۳۰۷ (خورشیدی)
۱۳۰۷ هزار و سیصد و هفتمین سال هجری خورشیدی سالی عادی است.

## رویدادها
- تغییر خط در تاجیکستان از فارسی به لاتین.[۱]
- ۱ خرداد. امضای پیمان دوستی بین افغانستان و ترکیه (۲۲ می ۱۹۲۸)
- ۲۰ خرداد - آغاز به کار اداره کل احصائیه و سجل احوال
- ۲۰ شهریور - آغاز به کار بانک ملی ایران
- ۱۶ مهر - دستگیری و تبعید سید حسن مدرس
- ۲۸ دی - برکناری امان‌الله شاه و بر تخت نشستن حبیب‌الله کلکانی در کابل
- اتمام عملیات ساخت کاخ شهوند (امروزه کاخ سبز) در مجموعه سعدآباد
- تاسیس دانشگاه صنعتی خواجه نصیرالدین طوسی
- انتخابات دوره هفتم مجلس شورای ملی
- شروع عملیات ساخت شرکت نساجی مازندران
- پخش نخستین برنامه رادیویی افغانستان توسط رادیو کابل
- شکست دوست‌محمدخان بارکزائی در سیستان و بلوچستان

## زادروزها
- ۱ فروردین - عبدالحسین جلالیان، شاعر
- ۱ فروردین - محمود عبادیان، استاد فلسفه (درگذشت ۱۳۹۲)
- ۱۰ فروردین - اصغر قندچی، کارآفرین و پدر صنعت کامیون سازی ایران(درگذشت۱۳۹۸)
- ۲۷ فروردین - نادر جهانبانی، نظامی (درگذشت ۱۳۵۷)
- ۱۴ خرداد - موسی صدر، مرجع دینی و فعال سیاسی
- ۱ مرداد - بابکن آودیسیان، تهیه‌کننده سینما ایرانی ارمنی‌تبار
- ۳ مهر - حسن کسائی، نوازنده و موسیقی‌دان (درگذشت ۱۳۹۱)
- ۵ مهر - داریوش همایون، سیاستمدار (درگذشت ۱۳۸۹)
- ۵ مهر - محمود روح‌الامینی، مردم‌شناس (درگذشت ۱۳۸۹)
- ۱۵ مهر - سهراب سپهری، شاعر و نقاش (درگذشت ۱۳۵۹)
- ۲۰ مهر - امیرمسعود برومند، فوتبالیست و حقوقدان ایرانی (درگذشت ۱۳۸۹)
- ۲۵ مهر - اردشیر زاهدی، سیاستمدار سابق ایرانی (درگذشت ۱۴۰۰)
- ۲ آبان - سید محمد بهشتی، سیاست‌مدار و روحانی ایرانی (درگذشت ۱۳۶۰)
- ۸ آبان - فاطمه پهلوی، دختر رضا شاه پهلوی (درگذشت ۱۳۶۶)
- ۱۷ آبان - رباب تمدن، شاعر ایرانی (درگذشت ۱۳۸۶)
- ۲ آذر - ویگن، خواننده و هنرپیشه ایرانی (درگذشت ۱۳۸۲)
- ۷ آذر - داریوش صفوت، موسیقی‌دان و نوازنده ایرانی (درگذشت ۱۳۹۰)
- ۳۰ آذر - مانی،  بازیگر و پیشکسوت دوبله سینمای ایران (درگذشت ۱۳۸۵)
- ۷ دی - داریوش فروهر، مبارز و فعال سیاسی ایرانی (درگذشت ۱۳۷۷)
- ۱ بهمن - علی‌نقی عالیخانی، سیاستمدار سابق و اقتصاددان (درگذشت ۱۳۹۸)
- ۸ بهمن -‌علی میرزایی (وزنه‌بردار)،وزنه بردار ایرانی (درگذشت ۱۳۹۹)
- ۲۶ بهمن - سید مرتضی نجومی، روحانی و خطاط ایرانی (درگذشت ۱۳۸۸)
- ۲۵ اسفند - مهدی سمسارزاده، مترجم و روزنامه‌نگار ایرانی (درگذشت ۱۳۸۱)
- ۲۵ اسفند - فرخ‌لقا هوشمند، بازیگر ایرانی (درگذشت ۱۳۸۸)
- اسفند - مهدی اخوان ثالث، شاعر ایرانی (درگذشت ۱۳۶۹)
- تاریخ نامشخص
- عباس شهریاری، عامل ایرانی ساواک (درگذشت ۱۳۵۳)
- سید سعید مهدیون، نظامی ایرانی (درگذشت ۱۳۵۹)
- حسن نیرزاده، آموزگار ایرانی (درگذشت ۱۳۶۴)
- غلامحسین فیض اللهی، میناساز ایرانی (درگذشت ۱۳۷۶)
- شاه‌میرزا مرادی، نوازنده ایرانی (درگذشت ۱۳۷۶)
- جلال‌الدین مجتبوی، استاد ایرانی فلسفه (درگذشت ۱۳۷۸)
- سید محمد حسینی شیرازی، فقیه و مجتهد ایرانی (درگذشت ۱۳۸۰)
- مولود عاطفی، گویندهٔ ایرانی رادیو (درگذشت ۱۳۸۱)
- شاپور جفرودی، شاعر و ترانه‌سرای ایرانی (درگذشت ۱۳۸۳)
- مکرمه قنبری، نقاش ایرانی (درگذشت ۱۳۸۴)
- هوشنگ اعلم، کتابدار و پژوهشگر و دانشنامه‌نویس ایرانی (درگذشت ۱۳۸۶)
- امین کیوان، پدر علم شیلات (درگذشت ۱۳۸۶)
- احمد قهرمان، گیاه‌شناس ایرانی (درگذشت ۱۳۸۷)
- اولین باغچه‌بان، موسیقی‌دان ترک و ایرانی (درگذشت ۱۳۸۹)
- اسفندیار احمدیه، انیماتور و نقاش ایرانی (درگذشت ۱۳۹۰)
- اسماعیل زرافشان، عکاس ایرانی (درگذشت ۱۳۹۰)
- منوچهر جمالی، فیزیک‌دان و فیلسوف ایرانی (درگذشت ۱۳۹۱)
- بهرام عالیوندی، نقاش ایرانی (درگذشت ۱۳۹۱)
- عبدالمجید مجیدی، سیاستمدار ایرانی (درگذشت ۱۳۹۲)
- رضا کریمی، سینماگر ایرانی (درگذشت ۱۳۹۲)
- رضا مرزبان، روزنامه‌نگار ایرانی (درگذشت ۱۳۹۲)
- سید یوسف مدنی تبریزی، فقیه ایرانی (درگذشت ۱۳۹۲)
- محمد محمدی گیلانی، فقیه و سیاستمدار ایرانی (درگذشت ۱۳۹۳)
- عثمان محمدپرست، نوازنده ایرانی (درگذشت ۱۴۰۱)
- جلال متینی، مورخ و محقق و شاهنامه‌پژوه ایرانی
- حسن حسن‌زاده آملی، مجتهد ایرانی (درگذشت ۱۴۰۰)
- عباس محفوظی، مرجع تقلید و سیاستمدار ایرانی (درگذشت ۱۴۰۳)
- علی‌اکبر معین‌فر، سیاستمدار ایرانی
- کورس آموزگار، سیاستمدار ایرانی
- محمدعلی عمویی، فعال سیاسی ایرانی از اعضای حزب توده ایران
- محمدباقر آخوندی، سیاستمدار ایرانی (درگذشت ۱۳۷۷)
- بابکن آویدیسیان، تهیه‌کننده ایرانی سینما
- منوچهر انور، سینماگر ایرانی
- ناصر رفعت، سینماگر ایرانی
- سالار عشقی، سینماگر ایرانی
- احمد گنجی‌زاده، تهیه‌کننده ایرانی سینما
- سیروس رضوانی، آهنگساز، نویسنده و نقاش ایرانی
- هرمز فرهت، آهنگ‌ساز و موسیقی‌شناس ایرانی (درگذشت ۱۴۰۰)
- ابراهیم قنبری‌مهر، سازندهٔ ایرانی ساز موسیقی (درگذشت ۱۴۰۱)
- ابراهیم نعمتی، ورزشکار ایرانی
- اسماعیل ارحام‌صدر، هنرپیشه تئاتر (درگذشت ۱۳۹۲)

## درگذشت‌ها
- ۶ دی - جهانشاه‌خان امیرافشار، ملاک بزرگ زنجان (زاده ۱۲۲۰)
- کامران میرزا، شاهزاده قاجار و سیاستمدار ایرانی (زاده ۱۲۳۵)
- آرداشس پادماگریان معروف به اردشیرخان، از نخستین سینماداران ایران (زاده ۱۲۴۲)
- شیخ عبدالکریم سودایی دستگردی، شاعر و روحانی شیعه ایرانی (زاده ۱۲۴۳)